# Giemlice (stacja kolejowa)
Giemlice – zlikwidowana węzłowa wąskotorowa stacja kolejowa w Giemlicach, w gminie Cedry Wielkie, w powiecie gdańskim, w województwie pomorskim. Położona była na linii kolejowej z Gdańska Wąskotorowego. Linia ta została otwarta w 1905 roku. W tym samym roku otwarto także linie do Koszwał i do Pszczółek Wąskotorowych. W 1974 roku wszystkie linie uległy likwidacji. W miejscowości znajduje się jeszcze dawny przystanek Długie Pole.